# Miguel de Unamuno

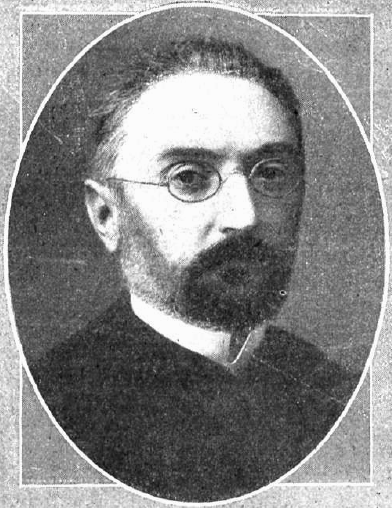
Miguel de Unamuno (1912)

Miguel de Unamuno y Jugo (29. září 1864, Bilbao – 31. prosince 1936, Salamanca) byl španělský spisovatel a filosof, jeden z hlavních představitelů skupiny Generace 98. Pro jeho dílo je typický zanícený styl a prolínání žánrů: Unamuno často nerozlišuje mezi beletrií a esejem či traktátem.

## Život
Miguel de Unamuno se narodil v baskickém Bilbau jako třetí dítě a první syn obchodníka Félixe de Unamuno a jeho vlastní neteře Salomé Jugo. Brzy odešel studovat filosofii a literaturu na tehdejší Madridskou universitu, kde získal titul prací Pojednání o problému původu a prehistorie Basků. Unamuno, který se sám někdy označoval za Baska, ale přitom psal španělsky a cítil se být Španělem, odmítal, že by Baskové byli etnicky nesmíšeni s okolními národy.
Roku 1891 se oženil s Conchou Lizárraga. Později se stal, byť jenom načas, členem socialistické strany. Roku 1901 byl jmenován rektorem university v Salamance, odkud byl v roce 1914 z politických důvodů odvolán. Později byl jmenován děkanem fakulty filosofie a literatury. Jelikož si však neodpouštěl útoky na španělského diktátora Riveru, byl opětovně odvolán. Posléze odešel do exilu, a to do Paříže (1924), následně do Hendaye (1925). Roku 1930 se vrátil do Salamanky. Po vypuknutí Španělské občanské války byl v srpnu 1936 republikánskou vládou zbaven funkce rektora; v září téhož roku byl frankistickými úřady znovu uveden do funkce, v říjnu však byl po kritice Frankova postupu funkce opět zbaven a bylo mu uloženo domácí vězení, v němž zanedlouho zemřel.

## Dílo a myšlenky

### Filosofie
Unamunova filosofie nebyla filosofií systematickou; šlo spíše o popření pevného systému a důvěru ve vlastní myšlení. To se utvářelo pod vlivem dobového racionalismu a pozitivismu, nicméně Unamuno šel vlastní cestou, která měla blízko k pozdějšímu teistickému existencialismu (někdy bývá označován za Kierkegaardova následovníka). Odmítal scientistické zbožnění vědy a byl jeden z prvních, kdo nahlíželi vědu jako nové náboženství, jehož „ortodoxii“ a nárok na vlastnictví pravdy odmítal. Rozpor mezi věděním a skutečnou vírou je však podle něj bytostně tragický (Tragický pocit života): nikdy totiž nemohou být ukojeny zároveň jak požadavky rozumu, které vedou k popření smyslu světa, tak potřeby víry, která podle Unamuna znamená především touhu po osobní nesmrtelnosti.
- Ibsen y Kierkegaard (Ibsen a Kierkegaard), 1907 - překlad: Martin Štúr Miguel de Unamuno: Ibsen a Kierkegaard. In: Kierkegaard ako výzva k súčasnému svetu. Toronto 2011. Acta Kierkegaardiana - Supplement 2.
- Del sentimiento trágico de la vida, 1913, česky 1927 (Tragický pocit života).
- La agonía del cristianismo, 1925 (Agónie křesťanství).[3]

V politických názorech zpočátku sympatizoval se vznikajícím socialismem. Od mládí se zabýval situací ve Španělsku, které bylo na konci 19. století (po ztrátě Kuby a dalších kolonií ve vleklé krizi); často se vyjadřoval k dění v zemi a uveřejnil soubor poznámek a komentářů ke španělské občanské válce. Odmítal také nekritické přejímání názorů a novinek z ekonomicky rozvinutější Anglie a Francie a zdůrazňoval španělská specifika.
- En torno al casticismo (1895).
- Vida de Don Quijote y Sancho (1905).
- Por tierras de Portugal y España (1911).

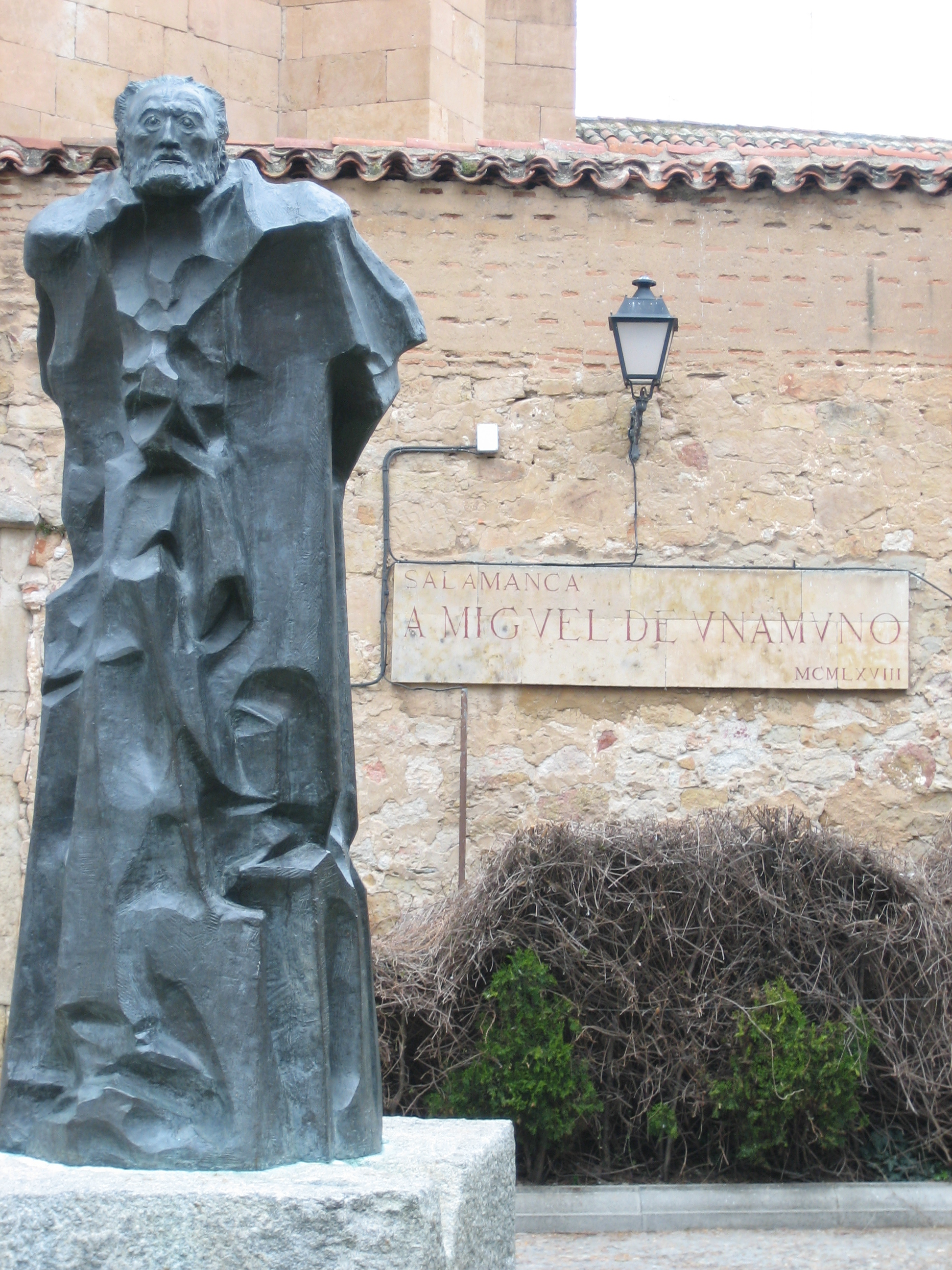
Unamunův pomník v Salamance

### Poesie
Unamuno považoval umění za prostředek vyjádření neklidu duše; proto se v poesii dotýká stejných témat jako ve svých esejích: své duševní úzkosti, času, smrti, bolesti způsobované mlčenlivostí Boha. Vždy ho přitahovala tradiční metrika, složil mj. množství sonetů; zatímco v ranějších dílech opustil rým, později se k němu vracel.
- Poesías (1907)
- Rosario de sonetos líricos (1911)
- El Cristo de Velázquez (1920, Velázquezův Kristus, studie ve verších, jedno z vrcholných děl moderní španělské poesie)
- Andanzas y visiones españolas (1922)
- Rimas de dentro (1923)
- Teresa. Rimas de un poeta desconocido (1924)
- De Fuerteventura a París (1925)
- Romancero del destierro (1928)
- Cancionero (1953)

### Próza
Prozaické dílo Miguela de Unamuno čítá několik románů a velké množství povídek a kratších próz. Vznikaly v následujícím pořadí:
- Paz en la guerra (Mír ve válce, 1895), zhodnocení válečné zkušenosti z dětství.
- Amor y pedagogía (1902), spojení komična a tragična.
- Recuerdos de niñez y mocedad (1908), autobiografické dílo o dětství v Baskicku.
- Niebla (Mlha, 1914), jeden z hlavních románů.
- El espejo de la muerte (1913).
- Abel Sánchez (1917), inverze biblického topu Kaina a Ábela, tematizující závist.
- Tulio Montalbán (1920), spor „dvojí osobnosti“
- Tres novelas ejemplares y un prólogo (1920).
- La tía Tula (Teta Tula, 1921), poslední rozsáhlejší román.
- Cómo se hace una novela (Jak se dělá román, 1927).
- San Manuel Bueno, mártir (1930; česky Svatý Manuel Dobrotivý, Mučedník, 1999).
- To je chlap (slovensky 1945 v překladu Miloše Ruppeldta a Jozefa Felixe).

Charakteristické rysy Unamunovy prozaické tvorby jsou dobře patrné například na novele Celý muž (Nada menos que todo un hombre, 1920). Tato novela je psána stylem oproštěným od dlouhých a rozvláčných popisů, významný je podíl dialogů, které děj dynamicky posouvají vpřed. Řada náznaků, které nás při čtení postupně míjejí, se zvolna vrší ve skrytý význam příběhu, který překvapí svou naléhavostí. Vztah bohatého a úspěšného mladého muže (jenž dosáhne všeho, co si umíní, a i s lidmi jedná jako se svým majetkem) a krásné mladé dívky (která sní o muži, který ji bude cele milovat) opravdu zpočátku jako láska nevypadá. Je plný bolesti a nejistoty... postupem času však oba hrdinové zjišťují, že mají jen jeden druhého — a vzplanou k sobě láskou, jež je nádherná i hrůzná ve svém tragickém vyústění. Námět se dočkal i českého televizního zpracování s Ondřejem Vetchým v hlavní roli.

### Drama
Také Unamunova divadelní tvorba se vyznačuje podobnými rysy; Témata jako hledání osobní spirituality, víra jakožto životně důležitá lež či problém rozdvojení osobnosti jsou podávána v dílech La esfinge (Sfinga, 1898), La verdad (Pravda, 1899) y El otro (Ten druhý, 1932). Na euripidovskou tragédii navazuje Faidra (1918). Z roku 1933 pochází překlad Senekovy tragédie Médeia.
Unamunovské divadlo je záměrně schematické, „obnažené“, scénografie je zredukována minimum; veškerá pozornost je soustředěna na konflikt hrdinů, na hnutí jejich mysli, afekty, vášně. Svou vážností se snaží navázat na klasickou řeckou tragédii. Toto nové pojetí divadla dále zhodnotil Ramón María del Valle-Inclán a později také Federico García Lorca.

### Česky vyšlo
- Ábel Sánchez: [příběh jednoho utrpení]. Překlad Jana Zuluetová-Cahová, doslov Oldřich Bělič. Praha: Vyšehrad 1988 a Plus 2012
- Celý muž. Překlad Zdeněk Šmíd. Brno: Vetus via 1997
- Mír ve válce. Překlad K. Eger. Praha: Česká grafická unie a. s. 1932
- Mlha. Překlad Alena Ondrušková, předmluva Václav Černý[4]. Praha: Odeon 1971, edice Světová četba sv. 422
- Svatý Manuel Dobrotivý, mučedník. Překlad Martina Slavinská, předmluva Michael Hauser. Brno: L. Marek 1999
- Španělské essaye. Brno: Jan V. Pojer 1937, Brno: Vetus via 1997
- Tragický pocit života v lidech a národech. Překlad Jaroslav Zaorálek. Praha: Symposion 1927

## Unamunův obraz v kultuře
Posledními měsíci Unamunova života a jeho kontroverzemi s oběma stranami občanské války je inspirován Amenábarův film Než skončí válka (Mientras dure la guerra, 2019).